# Елена Литовская
Елена Литовская (пол. Helena Korybutówna; ок.1390 — 2 марта 1449) — литовская принцесса из династии Гедиминовичей, жена князя Ратиборско-крновского Яна II Железного (1380/1382 — 1424).

## Биография
Елена была второй дочерью князя Новгород-Северского Корибута Ольгердовича (ок.1358 — после 1404) и Анастасии Ольговны Рязанской (? — после 1399), дочери великого князя Рязанского Олега Ивановича.
Скорее всего, Елена провела детство при дворе своего дяди, великого князя Литовского Витовта. В январе 1407 года она была выдана замуж за князя Ратиборско-крновского Яна II Железного, в Силезию ее провожал епископ Краковский Петр Выш. Изначально воспитанная в православии, после замужества Елена перешла в католичество.
С Еленой связано выделение отдельного Пщинского княжества, которое по завещанию Яна II было выделено ей в 1424 году в качестве вдовьего удела. Как княгиня Пщинская, она присоединилась к конфедерации силезских князей, заключенной в сентябре 1427 года в Гродкуве, которая должна была защитить силезские земли от ожидаемого нападения гуситов. Княгиня Елена обязалась выставить вооруженные отряды на границе с Моравией.
Елена умерла 2 марта 1449 года; после ее смерти Пщинское княжество вернулось в состав Ратиборско-крновского княжества.

## Семья и дети
От брака с князем Яном II Железным Елена Литовская родила двух сыновей и дочь:
- Вацлав II Ратиборский (1405 – 1456), князь ратиборско-крновский и ратиборкий
- Микулаш V Крновский (1409 – 1452), князь ратиборско-крновский и крновский
- Маргарита (1410 – 1459), замужем за 1) князем Казимиром I Освенцимским; 2) князем Земовитом V Мазовецким